# Artur Kopeć
Artur Kopeć (ur. 6 września 1966 w Rudnik) – polski piłkarz, występujący na pozycji pomocnika.

## Życiorys
Jest bratem Janusza Huberta. Wychowanek Orła Rudnik, w 1984 roku przeszedł do Stali Stalowa Wola. W 1987 roku awansował z klubem do I ligi. W barwach Stali rozegrał 38 spotkań w I lidze. W 1992 roku wskutek konfliktu z trenerem Marianem Geszke został zwolniony ze Stali, po czym przeszedł do Polonii Hamburg. W klubie tym występował przez jeden sezon, następnie był piłkarzem amatorskiej drużyny Hamburger SV, w której nie zagrał jednak ani jednego spotkania. Rundę wiosenną sezonu 1993/1994 spędził na grze w Siarce Tarnobrzeg, po czym ponownie podjął się gry w Niemczech, wiążąc się kontraktem z VfL 93 Hamburg. W barwach tego klubu rozegrał 54 mecze w Regionallidze. Później grał także w Croatii Frankfurt, a w 2005 roku na krótko także w Orle Rudnik. Na stałe zamieszkał we Frankfurcie nad Menem; pracował w wypożyczalni samochodów. Prowadził także rezerwy SpVgg 05/99 Bomber Bad Homburg.

## Statystyki ligowe
| Sezon         | Klub                  | Liga         | Mecze | Gole |
| ------------- | --------------------- | ------------ | ----- | ---- |
| 1987/1988     | Stal Stalowa Wola     | I liga       | 24    | 0    |
| 1988/1989     | Stal Stalowa Wola     | II liga      | 25    | 1    |
| 1989/1990     | Stal Stalowa Wola     | II liga      | 29    | 7    |
| 1990/1991     | Stal Stalowa Wola     | II liga      | 33    | 5    |
| 1991/1992     | Stal Stalowa Wola     | I liga       | 14    | 1    |
| 1993/1994 (j) | Hamburger SV Amateure | Oberliga     | 0     | 0    |
| 1993/1994 (w) | Siarka Tarnobrzeg     | I liga       | 7     | 0    |
| 1994/1995     | VfL 93 Hamburg        | Regionalliga | 26    | 1    |
| 1995/1996     | VfL 93 Hamburg        | Regionalliga | 28    | 1    |
| 2000/2001     | SG Croatia Frankfurt  | Oberliga     | 31    | 0    |